# Heteroserolis carinata
Heteroserolis carinata là một loài chân đều trong họ Serolidae. Loài này được Lockington miêu tả khoa học năm 1877.